# Campagne du Rhin de 1796
La campagne du Rhin de 1796 comprenait une série d'opérations militaires pendant la guerre de la première coalition entre la France et l'Autriche. Les Autrichiens, sous le commandement de l'archiduc Charles, réussirent à déjouer et à vaincre deux armées de la République française.

## Antécédents
Les souverains européens ont d'abord considéré la Révolution française comme une querelle interne entre le roi de France Louis XVI et ses sujets. Lorsque la rhétorique révolutionnaire prit de l'ampleur, les monarques européens déclarèrent que leurs intérêts ne faisaient qu'un avec ceux de Louis et de sa famille. La déclaration de Pillnitz menaçait de conséquences ambiguës mais très graves s'il arrivait quelque chose à la famille royale française. Les émigrés français, soutenus par les Habsbourg, les Prussiens et les Britanniques, continuèrent à faire de l'agitation en faveur d'une contre-révolution. Finalement, le 20 avril 1792, la Convention nationale déclara la guerre à la monarchie des Habsbourg, entraînant ainsi l'ensemble du Saint Empire romain germanique dans la guerre. Cette première guerre de coalition (1792-1798) opposa la France à la plupart des États européens qui partageaient avec elle des frontières terrestres ou maritimes, ainsi qu'à la Grande-Bretagne, au royaume du Portugal et à l'Empire ottoman.

En 1794, les armées de la République française étaient sur le point de s'effondrer. Les révolutionnaires les plus radicaux ont commencé à épuration tous les hommes suspectés d'être loyaux envers l'Ancien Régime. La levée en masse créa une nouvelle armée composée de milliers d'hommes incultes, placés sous le commandement d'officiers dont la principale qualification était leur loyauté envers la Révolution plutôt que leur habileté militaire. L'organisation militaire traditionnelle a été brisée par la formation de demi-brigades ; des unités créées par la fusion d'anciennes unités militaires avec de nouvelles formations révolutionnaires.

De plus, l'armée s'était déjà rendue impopulaire dans toute la France en 1795 par des rumeurs et des actes, car elle se servait de manière prédatrice dans les campagnes et se comportait généralement de manière illégale et indisciplinée. A partir d'avril 1796, les militaires n'étaient plus payés avec du papier-monnaie sans valeur, mais avec des pièces de monnaie en métal, mais la solde était toujours nettement en retard. Le Directoire estimait que la guerre devait s'autofinancer et ne prévoyait pas de budget pour payer, nourrir et équiper les troupes. Par conséquent, une campagne qui ferait sortir l'armée de France devenait de plus en plus urgente, tant pour des raisons budgétaires que pour des raisons de sécurité intérieure,,.

## Plan de guerre
A la fin de la campagne de l'année précédente, la France et l'Autriche avaient conclu un armistice, mais continuaient à planifier et à s'attendre à une guerre. Dans un décret du 6 janvier 1796, le Directoire donna à l'Autriche la priorité sur l'Italie comme théâtre de la guerre. Les finances de la Première République française étant mauvaises, on attendait de ses armées qu'elles envahissent de nouveaux territoires et qu'elles vivent des territoires conquis. Connaissant les intentions françaises, les Autrichiens annoncèrent le 20 mai 1796 que l'armistice prendrait fin le 31 mai et se préparèrent à une invasion.

### Autriche
Au début, les troupes impériales comptaient environ 125 000 hommes, dont trois corps autonomes, parmi lesquels 90 000 étaient placés sous le commandement de l'archiduc Charles, frère de l'empereur François II. Avant le début de la campagne en Rhénanie, Dagobert Sigmund von Wurmser a emmené 25 000 hommes en renfort en Italie, après que la nouvelle des premiers succès de Bonaparte soit arrivée. La stratégie autrichienne consistait à prendre Trèves et à utiliser cette position sur la rive occidentale pour attaquer les armées françaises les unes après les autres.

L'aile droite (nord), forte de 20 000 hommes et dirigée par le duc Ferdinand de Wurtemberg, se trouvait sur la rive orientale du Rhin derrière la Sieg et surveillait la tête de pont française près de Düsseldorf. Une partie patrouillait sur la rive ouest et derrière la Nahe. Les garnisons de la forteresse de Mayence et de la forteresse d'Ehrenbreitstein comptaient environ 10 000 hommes. Charles concentra le gros de ses troupes, sous le commandement du comte Maximilien Baillet de Latour, entre Karlsruhe et Darmstadt, où le confluent du Rhin et du Main rendait une attaque la plus probable. L'aile gauche extrême, sous Anton Sztáray, Michael von Fröhlich et Louis V Joseph de Bourbon-Condé, gardait la frontière du Rhin de Mannheim à la Suisse

### France
La stratégie française prévoyait de faire avancer les deux armées françaises le long du Rhin contre les flancs autrichiens. Jean-Baptiste Jourdan devait avancer avec son armée de 70 000 hommes de la Sambre et de la Meuse le long du Rhin, via Mayence, vers la Franconie. Pendant ce temps, Jean-Victor Moreau devait faire traverser le Rhin aux 70 000 soldats de l'armée du Rhin et de la Moselle à Neu-Breisach, Kehl et Huningue et soumettre la Souabe et le duché de Bavière. Parallèlement, Napoléon devait mener à bien l'invasion de l'Italie. Une fois tous ses objectifs atteints, il devait franchir les Alpes pour se rendre au Tyrol, où il devait entrer en contact avec Moreau et détruire l'armée autrichienne.

## Opérations

### Traversée du Rhin
Le 31 mai, l'aile gauche de l'armée du Rhin et de la Moselle sous Jean-Baptiste Kléber traversa le Rhin à Opladen et avança jusqu'à Siegburg. Le 1er juin, à Siegburg, Kléber parvint à pousser le duc de Wurtemberg au-delà de la Sieg, qui se replia alors vers Altenkirchen. Trois jours plus tard, Kléber vainquit le duc à la bataille d'Altenkirchen, à la suite de quoi Charles retira les troupes autrichiennes de la rive ouest du Rhin et remplaça le duc par Wilhelm Ludwig Gustav von Wartensleben. Le 10 juin, l'unité principale de Jourdan traversa le Rhin à Neuwied, tandis que Moreau avançait jusqu'à la Lahn. Charles laissa 12 000 hommes pour garder Mannheim, répartit ses troupes entre ses deux armées et se dirigea rapidement vers le nord contre Jourdan. Le 15 juin, Charles put battre les troupes de Jourdan près de Wetzlar, après quoi Jourdan se retira sur la rive ouest du Rhin, plus sûre, près de Neuwied. Par la suite, les Autrichiens se sont heurtés à Kléber près d'Uckerath, qui s'est ensuite retiré à Düsseldorf. Après son succès, Charles laissa 35 000 hommes sous Wartensleben à Mayence et 30.000 autres dans les autres forteresses et se dirigea vers le sud avec 20 000 hommes pour soutenir Latour.

Ces efforts n'ont cependant pas été totalement couronnés de succès. Alors que Charles avait réussi à repousser les Français à Wetzlar et Uckerath, Louis Charles Antoine Desaix avait réussi à battre les troupes impériales souabes à Ludwigsburg. Après avoir bombardé les positions autrichiennes près de Mannheim, Moreau envoya son armée de Spire à marche forcée vers Strasbourg. Desaix, à la tête de l'avant-garde, traversa le Rhin à Kehl dans la nuit du 23 au 24 juin. La position y fut moyennement défendue. Le 24 juin, l'avant-garde de Desaix attaqua les forces souabes inférieures sur le pont, qui avaient précédé la force principale. Les Souabes étaient inférieurs en nombre et ne pouvaient pas être renforcés. La majeure partie de l'armée impériale rhénane était restée à Mannheim, où Charles attendait l'attaque principale. Ni les troupes de Louis-Joseph à Fribourg, ni celles de Charles Aloys zu Fürstenberg à Rastatt ne purent atteindre Kehl à temps pour les soutenir.

Moreau renforça sa tête de pont nouvellement acquise les 26 et 27 juin, de sorte qu'il disposait désormais de 30 000 hommes face à seulement 18 000 troupes locales de la coalition. Moreau laissa la division Delaborde sur la rive ouest pour surveiller le Rhin entre Neu-Breisach et Huningue, tandis qu'il se dirigeait lui-même vers le nord en direction de Latour. Séparée de son commandant, l'aile gauche autrichienne, sous Fröhlich et le prince de Condé, se retira vers le sud-est. Le 28 juin, Desaix rencontra près de Renchen la colonne de Sztáray avec 9 000 hommes. Pendant ce temps, Pierre Marie Barthélemy Ferino avait traversé le Rhin à Huningue, près de Bâle, et avançait sans encombre vers l'est sur la rive allemande du Rhin. Cela procura aux Français l'effet de tenaille souhaité. Du sud, Ferino poursuivit les Autrichiens de Fröhlich et le prince de Condé dans un large arc d'est en nord-est en direction de Villingen, tandis que Gouvion Saint-Cyr avançait vers Rastatt. Le 5 juillet, Desaix vainquit Latour à la bataille de Rastatt et repoussa les troupes impériales derrière l'Alb.

### Offensive française
Après les résultats du 5 juillet, Charles ne pouvait plus s'en tenir à sa décision de tenir la Murg. L'ennemi s'était déjà trop avancé dans les montagnes, avait conquis des vallées et des cols importants et, après la prise de Gernsbach, était également en possession de la route vers Pforzheim. Comme le flanc gauche semblait déjà sérieusement menacé et qu'en cas de nouvelle avancée de l'adversaire, la voie de repli serait également compromise, Charles jugea nécessaire de se soustraire à la menace actuelle afin de créer un espace pour une nouvelle offensive. Le fait que les Français n'aient pas réussi à poursuivre Latour permit à Charles de remonter le Rhin avec un renfort de 25 000 hommes et de faire la jonction avec les troupes de Latour entre Ettlingen et Mühlburg. De là, il se prépara à avancer contre Moreau le 10 juillet. Les Français le devancèrent le 9 juillet. Malgré cette surprise, Charles put repousser les attaques de Desaix sur son flanc droit lors de la bataille d'Ettlingen, mais sur sa gauche, les Français réussirent à repousser les troupes impériales dans les collines à l'est de la ville et menacèrent désormais son flanc. Cependant, comme Charles était préoccupé par la sécurité de ses lignes de ravitaillement, il commença à se replier vers l'est pour atteindre la vallée du Neckar avant Moreau.

Entre-temps, Jourdan avait à nouveau franchi le Rhin et repoussait Wartensleben derrière la Lahn. Le 10 juillet, Jourdan vainquit les Autrichiens à Friedberg et le 16 juillet, Jourdan prit Francfort-sur-le-Main. Jourdan laissa le général Marceau avec 28 000 hommes pour bloquer Mayence et Ehrenbreitstein. Il suivit lui-même Wartensleben, qui avait reçu l'ordre de se retirer par la vallée du Main en direction du Danube. Le 4 août, Jourdan s'empara de Würzburg. Trois jours plus tard, Wartensleben était battu à Forchheim,. Au sud, Charles se retira également vers le Danube par la vallée du Neckar, suivi par Moreau. Le 21 juillet 1796, un combat eut lieu près de Cannstatt. A la mi-juillet, l'armée de Moreau avait pris le contrôle de la majeure partie du sud-ouest de l'Allemagne. Charles se retira avec les troupes habsbourgeoises vers le 2 août en passant par Geislingen et atteignit Nördlingen le 10 août. A ce moment-là, Moreau disposait de 45 000 hommes répartis sur un front de 40 km dont le centre était Neresheim. Charles voulait passer sur la rive sud du Danube, mais Moreau était suffisamment proche pour perturber l'opération. Charles décida donc de faire face à Moreau.

### Immobilisation
À ce moment de la campagne, chaque camp aurait pu détruire l'autre en réunissant ses deux armées. Charles disposait, avec Wartensleben, de 103 000 hommes, tandis que Moreau et Jordan pouvaient en rassembler 117 000. Tandis que Moreau suivait Karl, Jourdan, qui devait poursuivre Wartensleben, fut contraint de se séparer de Moreau, car Wartensleben, au lieu de se rapprocher du Danube, s'avançait vers la Bohême pour la couvrir. Les armées s'éloignaient donc de plus en plus l'une de l'autre, ce qui étendait leurs lignes de ravitaillement et réduisait la possibilité de couvrir leurs flancs respectifs.

### Contre-offensive autrichienne
La bataille de Neresheim, le 11 août, marqua un tournant. Charles réussit à remonter la droite de Moreau et à progresser jusqu'à Heidenheim. Lorsque Moreau voulut reprendre la bataille le lendemain matin, Charles s'était déjà retiré au-delà du Danube. Grâce à cette manœuvre, Charles avait suffisamment séparé les deux armées françaises pour être en mesure de les attaquer séparément. Jourdan subit également un revers le 17 août à Sulzbach. Malgré de lourdes pertes, Jourdan poursuivit sa progression. Il pensait que Moreau, toujours sur la rive gauche du Danube et informé des mouvements de l'adversaire, ferait le plus rapidement possible sa jonction avec l'aile droite de l'armée Sambre-Meuse pour attaquer l'archiduc Charles. En réalité, Moreau avait été complètement trompé par les manœuvres de Charles. Lorsqu'il apprit finalement l'objectif de Charles, il décida de traverser le Danube et de pénétrer en Bavière afin d'attirer l'archiduc à lui.

Le 18 août, Wartensleben se retira derrière la Naab, à Amberg. Après avoir reçu des renforts, Charles ordonna à Latour d'endiguer Mureau le long du Danube avec 35 000 soldats. Il se rendit ensuite avec 25 000 hommes en direction d'Amberg. Le 22 août 1796, un combat eut lieu près de Neumarkt avec l'aile droite de Jourdan sous Jean Baptiste Bernadotte. Les Français, inférieurs en nombre, furent repoussés vers le nord-ouest jusqu'à la Pegnitz en passant par Altdorf près de Nuremberg. Après avoir envoyé un corps à sa poursuite, l'archiduc avança avec le reste de ses forces contre Jourdan près d'Amberg, où il fut vaincu le 24 août. Jourdan se retira d'abord à Sulzbach, puis derrière la Wiesent, où Bernadotte le rejoignit le 28 août. Entre-temps, Hotze reprit Nuremberg.
En même temps, Moreau avait battu Latour à Friedberg et s'avançait vers Munich. Encouragé par ces nouvelles, Jourdan décida de continuer à se battre malgré des forces inférieures. Le 29 août, un combat eut lieu près de Burgebrach, à la suite duquel Jourdan se retira à Schweinfurt, d'où il avança sur Würzburg avec 30 000 hommes. En prévision de l'avancée de Jourdan, Charles fit venir des forces supérieures à Würzburg le 1er septembre et força les Français à se retirer vers la Lahn le 3 septembre. Les pertes subies lors de la bataille de Würzburg obligèrent finalement les Français à lever le siège de Mayence le 7 septembre et à déplacer ces troupes plus à l'est pour renforcer leurs lignes Le 10 septembre, Jourdan reçut 12 000 hommes en renfort. 

Au même moment, le gouvernement français ordonna à Jacques MacDonald de se rendre à Düsseldorf avec une division et à une autre, sous les ordres de Jean Castelbert de Castelverd, de se rendre sur la basse Lahn. Du côté autrichien, Charles reçut 28 000 soldats supplémentaires à la suite de la levée des sièges de Mayence, puis de Mannheim et de Philippsburg. La situation de Jourdan était extrêmement difficile. D'un côté, il savait qu'il devait renforcer sa gauche et se tenir à l'écart du Rhin. D'autre part, Jourdan voulait se retirer plus loin, jusqu'à la Wied derrière Altenkirchen, afin d'attirer davantage Charles loin de Moreau. Une telle retraite aurait cependant été un crime aux yeux du Directoire, et Jourdan se souvint de l'ancien temps où les commandants devaient rendre des comptes avec leur tête. Il se contenta donc de se retirer jusqu'à la Lahn, entre Limburg et Wetzlar.

Après la défaite à la bataille de Limbourg, Jourdan s'est vu contraint de se retirer jusqu'à Bonn et Cologne. Au vu de sa situation, Jourdan avait déjà demandé à être relevé de ses fonctions le 9 septembre. Celle-ci lui fut finalement accordée, de sorte qu'il put remettre le commandement au marquis de Beurnonville le 22 septembre. Charles laissa 32 000 hommes sous les ordres de François de Werneck et marcha sur le Main avec 16 000 hommes. Avec cette division, la campagne au nord était terminée. Le général de Beurnonville ne montra aucune intention offensive, mais se retira avec une grande partie de son armée sur la rive gauche du Rhin,.

### La retraite de Moreau
Bien que quelques jours seulement se soient écoulés depuis la retraite de Jourdan, ils suffirent à faire comprendre à Moreau l'impossibilité d'exécuter ses plans. Après que Saint-Cyr eut réussi à s'emparer d'un passage sur l'Isar près de Freising le 3 septembre, Latour se reforma près de Landshut. Dans la première moitié de septembre, les 16 960 hommes de Latour en Bavière poussèrent l'armée de Moreau vers l'est, tandis que Fröhlich avançait avec 10 906 hommes par le sud. Le FML Nauendorf remonta la rive gauche du Danube avec 5 815 hommes pour occuper Ulm à l'arrière de Moreau, et les 5 564 hommes de Petrache poursuivirent leur avancée vers l'ouest. Le 18 septembre, Petrasch s'empara brièvement de la tête de pont fortifiée près de Kehl avant d'en être chassé par la contre-attaque du général von Schauenburg.

Le 19 septembre, Moreau commença à son tour à se retirer. Le 21 septembre, l'armée Rhin-Moselle atteignit l'Iller. Le 1er octobre, les Autrichiens attaquèrent, mais furent repoussés par une brigade commandée par Lecourbe. Le 2 octobre, les Autrichiens attaquèrent à nouveau près de Biberach, mais furent à nouveau vaincus par les Français.Moreau voulait se retirer par la Forêt-Noire en passant par la vallée de la Kinzig, mais Nauendorf bloqua cette voie. Au lieu de cela, il divisa son armée. La colonne de Saint-Cyr prit le chemin du Höllenthal, perça le réseau autrichien près de Neustadt et atteignit Fribourg-en-Brisgau le 12 octobre. Moreau lui-même voulait continuer à descendre le Rhin jusqu'à Huningue. Le 19 octobre eut lieu la bataille d'Emmendingen, qui fut remportée par les Autrichiens,.Moreau, qui ne s'était pas retiré sur la rive gauche comme il l'espérait, fut mis en bataille par Charles à Schliengen. Charles espérait contourner la droite française et couper l'armée de Moreau sur le Rhin. 

Il voulait ensuite continuer à avancer vers Kehl pour s'emparer également de ce dernier et plus important poste des Français sur la rive droite du Rhin. Les Français réussirent à repousser l'attaque des Autrichiens, mais durent finalement se replier sur la rive occidentale du Rhin.Moreau proposa une trêve à Charles, que l'archiduc accepta avec reconnaissance, dans l'espoir d'arracher Mantoue. Il reçut cependant de Vienne l'ordre de libérer Kehl et Huningue. Le 9 janvier 1797, les Français abandonnèrent Kehl en échange d'un départ sans encombre de la garnison vers Strasbourg. De même, le 5 février, les Français abandonnèrent la tête de pont sur la rive est près de Huningue.